# Корчмище
Корчми́ще — село в Україні, в Житомирському районі Житомирської області. Входить до складу Волицької сільської громади. Населення становить 215 осіб.
У 1923—54 роках — адміністративний центр Корчмищенської сільської ради Андрушівського району.

## Географія
Селом протікає річка Бродівка, права притока  Ів'янки.